# Asteranthe trollii
Asteranthe trollii är en kirimojaväxtart som beskrevs av Friedrich Ludwig Diels. Asteranthe trollii ingår i släktet Asteranthe och familjen kirimojaväxter. Inga underarter finns listade i Catalogue of Life.